# 睡蓮花
「睡蓮花」（すいれんか）は、2007年6月6日に発売された湘南乃風の6枚目のシングル。発売元はトイズファクトリー。

## 解説
- 前作「純恋歌」から約1年3か月ぶりのリリース[1]。
- 「江ノ島方面」と歌われており、神奈川県のご当地ソングにもなっている。
- 業務用通信カラオケ第一興商2012年3月29日発表、「歌唱消費カロリーの高いカラオケソングランキング」で第1位となった[2]。
- 本作はダウンロード関連の認定（売上計数認定）は得ていないが、2019年3月に発表された「レコチョク平成ランキング」（2004年11月-2019年3月）で22位に入った[3]。なお、このランキングで30位以内に入った楽曲のうち、27作品が日本レコード協会のダウンロード認定においてミリオンの認定を受けている。

## 収録曲
全作詞：湘南乃風
1. 睡蓮花（7:15）
（作曲：MINMI、湘南乃風 / 編曲：MINMI、Yoshitaka “Gakkey” Ishigaki、湘南乃風）
MINMIをプロデューサーに迎えた楽曲。
カリブ海の島国トリニダード・トバゴ伝統の音楽「SOCA（ソカ）」を起用している。
前作「純恋歌」同様、曲の時間が7分を超えている。
2. TOKYO（5:02）
（作曲・編曲：SONPUB、湘南乃風）
3. 睡蓮花〜Instrumental〜
4. TOKYO〜Instrumental〜